# Zespół Hammana-Richa
Zespół Hammana-Richa (syn. ostre śródmiąższowe zapalenie płuc, ang. acute interstitial pneumonia, AIP) – rzadkie, gwałtownie postępujące idiopatyczne śródmiąższowe zapalenie płuc o niepomyślnym rokowaniu. Zespół został po raz pierwszy opisany w 1935 przez Louisa Hammana i Arnolda Richa.

## Objawy
W wywiadzie pacjenci najczęściej zgłaszają objawy podobne jak w ostrym zakażeniu wirusowym dróg oddechowych:
- ból mięśni
- ból głowy
- ból gardła
- kaszel
- duszność

W badaniu przedmiotowym można stwierdzić:
- tachykardię
- tachypnoe
- sinicę
- podczas osłuchiwania stetoskopem trzeszczenia nad płucami

Śmiertelność w zespole Hammana-Richa wynosi ponad 60%, w pozostałych przypadkach choroba może minąć bez następstw lub prowadzić do przewlekłej niewydolności oddechowej.

## Diagnostyka
W badaniu rentgenowskim i tomokomputerowym klatki piersiowej stwierdza się zacienienia o charakterze "mlecznego szkła", zagęszczenia pęcherzykowe. Zmiany mają charakter rozlany, choć w początkowej fazie choroby mogą mieć niewielkie nasilenie. W badaniu histopatologicznym obserwuje się zmiany typowe dla rozlanego uszkodzenia pęcherzyków płucnych.

## Leczenie
W leczeniu zespołu Hammana-Richa stosuje się kortykosteroidy, cyklofosfamid, azatioprynę, winkrystynę. W przypadku wystąpienia ostrej niewydolności oddechowej stosuje się wspomaganie oddechu. Zabiegiem ratującym życie jest przeszczep płuc.